# Hudo, Novo mesto
Hudo este o localitate din comuna Novo mesto, Slovenia, cu o populație de 65 de locuitori.